# Павлівка (Харківський район)
Павлі́вка —  село в Україні, у Нововодолазькій громаді Харківського району Харківської області. Населення становить 175 осіб. Колишній (до 2017) орган місцевого самоврядування — Староводолазька сільська рада.

## Географія
Село Павлівка знаходиться на правому березі річки Мжа, вище за течією на відстані 1,5 км розташоване село Стара Водолага, нижче за течією на відстані 2 км розташоване село Вільхуватка. Річка в цьому місці заболочена, утворює лимани і старі. Поруч проходить автомобільна дорога Р51.

## Населення

### Мова
Розподіл населення за рідною мовою за даними перепису 2001 року:
| Мова       | Кількість | Відсоток |
| ---------- | --------- | -------- |
| українська | 165       | 94.29%   |
| російська  | 10        | 5.71%    |
| Усього     | 175       | 100%     |

## Історія
12 червня 2020 року, розпорядженням Кабінету Міністрів України № 725-р «Про визначення адміністративних центрів та затвердження територій територіальних громад Харківської області», увійшло до складу Нововодолазької селищної громади.
19 липня 2020 року, в результаті адміністративно-територіальної реформи та ліквідації Нововодолазького району, село увійшло до складу новоутвореного Харківського району.

## Економіка
- Дитячий оздоровчий табір «Золотий колос».